# SŽD-Baureihe ВЛ62
Die SŽD-Baureihe ВЛ62 (deutsche Transkription WL 62) der Sowjetischen Eisenbahnen (SŽD) war eine sechsachsige Versuchs-Elektrolokomotive für den Betrieb auf Hauptstrecken mit Wechselstrom. Es wurden zwei Exemplare gebaut. Sie wurden als Modifikation aus der SŽD-Baureihe ВЛ60 entwickelt und waren die ersten in der UdSSR gefertigten Lokomotiven, die einen Gleichrichter mit Halbleitertechnik besaßen. Die mit dem Typ gemachten Erfahrungen wurden bei Umbauten anderer Elektrolokomotiven der UdSSR genutzt (ВЛ60, ВЛ80). Außerdem besaßen die Lokomotiven eine Leistungsregulierung auf Hochspannungsbasis.

## Historie und Konstruktion
Ungeachtet dessen, dass zum Anfang der 1960er Jahre bei den SŽD die Elektrolokomotiven mit Gleichrichtereinheiten, bestehend aus Ignitronen überaus erfolgreich arbeiteten (z. B. die Reihen ВЛ60 und ВЛ61), waren den Konstrukteuren die technischen Unzulänglichkeiten dieser Baureihen durchaus bewusst: die großen und sperrigen Ausmaße dieser Konstruktion, das Kühlsystem, das nur mit Kühlflüssigkeit verwirklicht werden konnte, und die niedrige Arbeitstemperatur (sie betrug lediglich 35 °C). In der Zeit besaßen Gleichrichter aus Halbleitertechnik auf Silizium-Basis kleinere Ausmaße; sie besaßen einen sehr breiten Umfang der Arbeitstemperatur (bis zu 140 °C), ihr hoher Wirkungsgrad ermöglichte die Anwendung der Luftkühlung. Außerdem waren sie nicht empfindlich gegen Erschütterungen und heftige Beschleunigungen bzw. Bremsverzögerungen.
Daher erteilte das Ministerium für Transport und Nachrichtenwesen der ehemaligen UdSSR an das Gesamt-russische wissenschaftliche Forschungs- und Entwicklungsinstitut für Elektrolokomotiven ЭлНИИ (ELNII, jetzt ВЭлНИИ – WELNII) in Nowotscherkassk den Auftrag über die Ausarbeitung eines Projektes einer sechsachsigen Güterzug-Elektrolokomotive für Wechselstrom mit Halbleitertechnik auf Silizium-Basis für den Gleichrichter. Jeder der sechs Fahrmotoren der Lokomotive erhielt seinen eigenen Gleichrichter. Außerdem wurde die Lokomotive mit einer Hochspannungssteuerung konstruiert, die zu der damaligen Zeit in der UdSSR noch nicht üblich war. Im Februar 1960 wurde das Projekt bei ЭлНИИ (ELNII) vollendet. Der Fahrzeugteil, die Traktionsfahrmotoren, die Hilfsmaschinen und verschiedene Apparate wurden von der ВЛ60 übernommen. Gleichfalls wurde parallel ein Projekt für Niederspannungsregulierung geschaffen; dies erlaubte den bei der ВЛ60 verwendeten Transformator mit der Bezeichnung ОЦР-5600/25 (OZR-5600/25) bei gleichzeitiger Anwendung der Halbleitertechnik für den Gleichrichter zu verwenden. Im existierenden Projekt wurden die Fahrmotoren der Bezeichnung НБ-413 (NB-413) mit 950 V verwendet, die ab den Lokomotiven der Reihe ВЛ80 verwendet wurden. Im Juni 1960 wurden zwei technische Projekte geschaffen, und die Elektrolokomotivenfabrik Nowotscherkassk fing mit dem Bau von zwei Versuchslokomotiven an, die die Bezeichnung ВЛ62 (WL62) erhielten. Im Dezember 1961 war die Montage der Elektroausrüstung abgeschlossen. Im November 1962 übergab das Werk die Lokomotive ВЛ62.001 und im April 1963 die ВЛ62.002 an das Ministerium für Transport und Nachrichtenwesen (MPS).

## Betrieb
Zuerst mussten die Lokomotiven Probefahrten auf dem Versuchsring des Werkes absolvieren, bei denen sie Lasten mit einer Masse von 5.000 bis 6.000 Tonnen befördern mussten. Nach diesen Erprobungen wurden die Gleichrichter verbessert. Anfang 1963 wurden die Lokomotiven in das Depot Kawkasskaja der Sewero-Kawkasskaja schelesnaja doroga überstellt. Die beiden Lokomotiven konnten anschaulich die Vorzüge der Silizium-Gleichrichter zeigen; als Resultat daraus wurde schon 1962 mit der Auslieferung der Lokomotiven ВЛ60K und ВЛ60P mit analogen Anlagen des Gleichrichters begonnen. Der Unterschied war lediglich die Ausführung der Gleichrichter als Gruppengleichrichter (ein Gleichrichter für ein Drehgestell). 1963 erhielten auch die Lokomotiven der Reihe ВЛ80K diese Einrichtungen. Als ungenügend erwies sich die Ausführung der Ventilation, besonders mit der Anordnung der Luftkanäle, was zur Verschmutzung des Innenraumes bei Schneefall und Sandstürmen führte.
Was die Kraftausrüstung der Lokomotiven betraf, zeigte sich die Lokomotive ВЛ62.001 mit 32 Fahrstufen, die ВЛ62.002 besaß lediglich sieben. Das Schema der Hochspannungssteuerung war damals bei der Elektrolokomotivenfabrik Nowotscherkassk noch nicht ausgereift, nur die Importlokomotiven benutzten diese Form der Leistungsregulierung (Reihen Ф, К und ЧС). Schon bald wurde die ВЛ62.001 zur Modernisierung im Werk abgegeben. Im Jahr 1967 wurde auf Grund der Beschädigung des Glättungsreaktors auch die ВЛ62.002 abgestellt. 1969 wurden beide Lokomotiven aus den Inventarlisten des MPS gestrichen.